# Ouled Fares
Ouled Fares (în arabă أولاد فارس) este o comună din provincia Chlef, Algeria.
Populația comunei este de 34.891 de locuitori (2008).